# Bokovo-Khrustalne
Bokovo-Khrustalne (en ucraïnès: Боково-Хрустальне, en rus: Боково-Хрустальное, Bokovo-Khrustalnoe, Вахрушево, Vàkhruixevo) és una ciutat de l'óblast de Luhansk a Ucraïna, situada actualment a zona ocupada República Popular de Luhansk de la Rússia. El 2021 tenia 11.457 habitants.